# Beckianum beckianum
Beckianum beckianum é uma espécie de pequeno (entre 1.00 e 8.00 milímetros) gastrópode terrestre (Stylommatophora) neotropical da família Achatinidae (antes família Subulinidae; agora subfamília Subulininae), provavelmente nativa da América Central; embora seu tipo nomenclatural tenha sido descrito como coletado na ilha de Opara, Polinésia, por L. Pfeiffer, em 1846, classificando-a com a denominação de Bulimus beckianus.

## Descrição da concha
Beckianum beckianum apresenta conchas em forma de torre alta e com muitas voltas (até 9) em sua espiral. São caracterizadas por sua superfície dotada de finas estrias de crescimento, falta de umbílico e lábio externo circular e fino. A coloração é esbranquiçada, mais ou menos castanha.

## Distribuição geográfica
Beckianum beckianum é uma espécie introduzida em muitas regiões. Na América do Sul ela é citada no Peru, Venezuela, no norte e nordeste do Brasil, Pará, Rio Grande do Norte, Fernando de Noronha, sul da Bahia (também no Rio de Contas) e no sudeste do Brasil, em São Paulo, Rio de Janeiro (incluindo Ilha Grande) e Minas Gerais. Fora da América do Sul, ocorre no sul dos Estados Unidos, Havaí, México, Nicarágua, Honduras, Costa Rica, Cuba, Dominica, Guadalupe e Martinica.

## Hábitos e habitat
Este caracol é detritívoro e fitófago, habitando a serapilheira e adotando um comportamento gregário.